# Kothi
Kothi è una suddivisione dell'India, classificata come nagar panchayat, di 7.710 abitanti, situata nel distretto di Satna, nello stato federato del Madhya Pradesh. In base al numero di abitanti la città rientra nella classe V (da 5.000 a 9.999 persone).

## Geografia fisica
La città è situata a 24° 46' 36 N e 80° 46' 43 E.

## Società

### Evoluzione demografica
Al censimento del 2001 la popolazione di Kothi assommava a 7.710 persone, delle quali 3.967 maschi e 3.743 femmine. I bambini di età inferiore o uguale ai sei anni assommavano a 1.284, dei quali 665 maschi e 619 femmine. Infine, coloro che erano in grado di saper almeno leggere e scrivere erano 4.799, dei quali 2.855 maschi e 1.944 femmine.